# Piero Volpi
Piero Volpi (Milano, 9 giugno 1952) è un medico, chirurgo ed ex calciatore italiano, di ruolo libero.

## Biografia
A differenza della maggioranza dei suoi colleghi dell'epoca, Volpi aveva la maturità classica e la laurea in Medicina e Chirurgia, ottenuta all'Università degli Studi di Perugia a ventisette anni. Inoltre ha ottenuto presso l'Università Statale di Milano la specializzazione in Ortopedia e Traumatologia, Medicina dello Sport. Dopo la carriera di calciatore, è stato medico sociale dell'Inter nel quinquennio 1995-2000 e nuovamente dalla stagione 2014-2015.. Consulente per le problematiche mediche dell’AIC (Associazione Italiana Calciatori) dal 2000, istruttore di materie mediche della FIFA (Fédération Internationale de Football Association) e componente della Commissione Antidoping e della Commissione SLA della FIGC.

## Carriera
Dopo gli esordi nelle giovanili del Varese, nel 1971 si è trasferito alla squadra dilettantistica dell'Ignis Varese, dove ha disputato un paio di campionati. Nella stagione 1973-1974 è approdato in Serie C, giocando 34 gare con 2 gol nelle file della Casertana, che al termine della stagione lo ha ceduto al Lecco, dove è sceso in campo in tutte le 38 giornate del campionato 1974-1975, realizzando 1 rete.

Volpi (in piedi, secondo da destra) capitano della Ternana nel 1977-1978

Volpi ha disputato altre due stagioni nella squadra lombarda, sempre nella terza serie: nel campionato 1975-1976 mise a segno 6 gol in 37 gare, mentre l'anno successivo prese parte a 35 gare, senza trovare la via della rete.
In seguito ha disputato i campionati di Serie B del 1977-1978 (35 presenze e 1 gol) e 1978-1979 (38 presenze) con la maglia della Ternana. Nell'estate del 1979 si è trasferito al Como dove, disputando tutte le 38 partite e mettendo a segno 2 gol, ha contribuito alla promozione in Serie A. Nella stagione 1980-1981 Volpi ha collezionato le sue uniche 29 presenze in massima categoria, senza realizzare reti.
Al termine del campionato venne acquistato dalla Reggiana, formazione con la quale ha disputato un altro paio di stagioni in Serie B. Al termine dell'esperienza in Emilia, gli venne inizialmente proposto di andare a giocare al Parma, squadra molto ambiziosa, militante in Serie C1 e con un giovane allenatore come Arrigo Sacchi, ma alla fine rifiutò l'offerta e si accasò all'età di 31 anni al Novara, squadra militante in Serie C2, dove rimase per due stagioni, collezionando 65 presenze e 4 gol.

## Palmarès

### Giocatore

#### Competizioni internazionali
- Coppa Anglo-Italiana: 1

Lecco: 1977

#### Competizioni nazionali
- Campionato italiano di Serie B: 1

Como: 1979-1980
- Coppa Italia Semiprofessionisti: 1

Lecco: 1976-1977

#### Competizioni regionali
- Campionato di Promozione Piemonte-Valle d'Aosta: 1

Verbania: 1986-1987 (girone A)